# Johann David Feyerabend

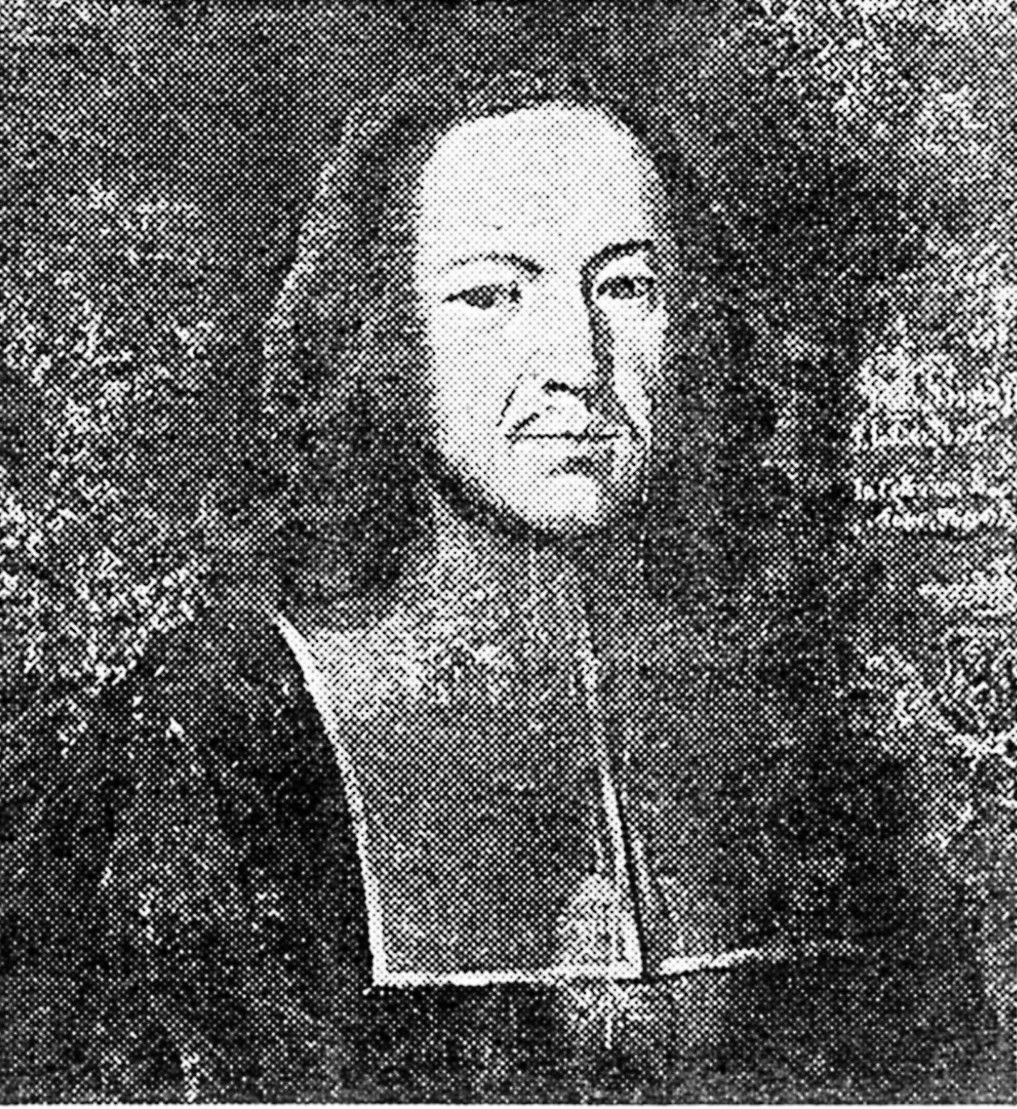
Johann David Feyerabend

Johann David Feyerabend (* 3. Dezember 1643 in Heilbronn; † 6. Oktober 1716 ebenda) war von 1683 bis 1716 Bürgermeister in der Reichsstadt Heilbronn.

## Leben
Feyerabend entstammte einer ursprünglich aus Hall stammenden Familie, die mit seinem Großvater 1591 nach Heilbronn gekommen war. Er war der Sohn des Johann Heinrich Feyerabend (1608–1647) und einer Tochter aus der Patrizierfamilie Schoch/Aff. Er immatrikulierte sich am 4. Juni 1661 in Tübingen und am 30. September 1663 in Jena für ein Studium der Rechtswissenschaften. Zurück in Heilbronn wurde er Rechtsbeistand, 1671 dann Mitglied des Stadtgerichts. Ab 1673 gehörte er dem kleinen, inneren Patrizierrat der Reichsstadt an. 1677 wurde er Steuerherr. 1680 wurde sein Bruder Georg Heinrich Feyerabend einer der damals drei Bürgermeister von Heilbronn. 1683 wurde auch Johann David Bürgermeister, so dass bis zum Tode Georg Heinrichs im Jahr 1685 ein Brüderpaar dem Rat der Stadt vorstand. Seit 1682 war Johann David Feyerabend auch Vogt von Flein.

Inschrift bezeugt Feyerabends Wiederaufbautätigkeit im Böllinger Hof

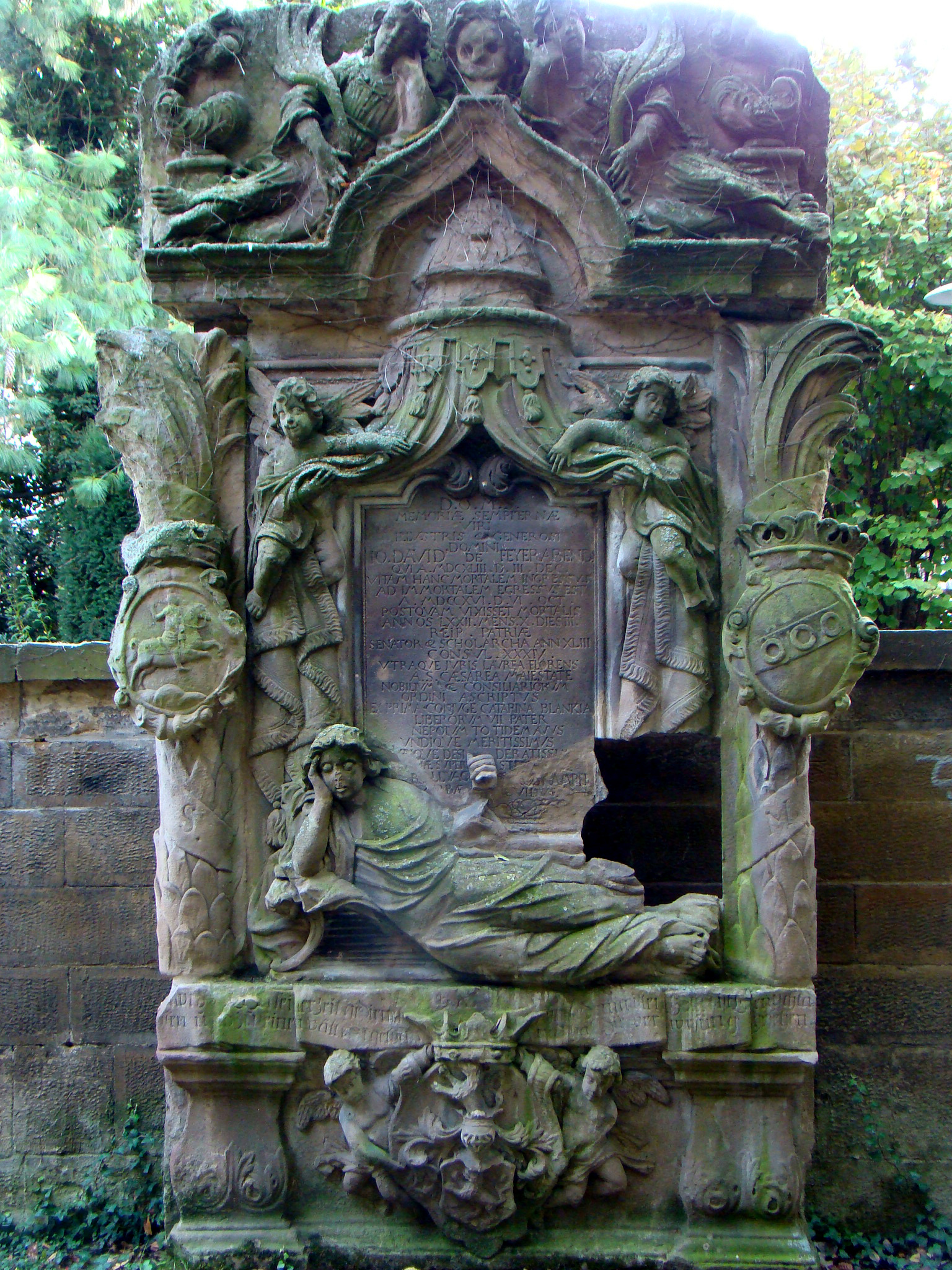
Feyerabend-Grabmal im Alten Friedhof in Heilbronn

1677 war Feyerabend Spitalpfleger des Heilbronner Katharinenspitals, in dieser Funktion war er am Wiederaufbau des zum Spital gehörenden Böllinger Hofes bei Neckargartach beteiligt. In Johann David Feyerabends Ratszeit wurde die Stadt Heilbronn im Spätjahr 1688 im Pfälzischen Erbfolgekrieg für einige Monate von der französischen Armee besetzt. Nach der Befreiung Heilbronns durch kursächsische Truppen nahm die Armee auf ihrem Rückzug ins Umland Bürgermeister Feyerabend als eine von neun Geiseln mit sich, um Geld von der Reichsstadt zu erpressen. Sein Sohn Georg David (* 23. April 1669 in Heilbronn; † 23. Mai 1713 in Lehrensteinsfeld) stellte sich im Austausch mit dem Vater als Geisel zur Verfügung. Die Franzosen akzeptierten und ließen den Vater frei. Andere Geiseln wurden über ein Jahr lang verschleppt.
Feyerabend bewohnte das ehemalige Beginenhaus bei St. Wolfgang. Außerdem besaß er eine Walkmühle am Heilbronner Bollwerksturm, die er 1708 an Jakob Mieser verkaufte, worauf dieser dort die dritte Heilbronner Papiermühle einrichtete, aus der später der Betrieb von Gustav Schaeuffelen hervorging.
Bürgermeister Feyerabend war in erster Ehe mit Katharina Frommold geb. Blank und in zweiter Ehe mit Anna Katharina Zobel verheiratet. Aus der ersten Ehe gingen sieben Kinder hervor, wie auf Feyerabends Grabstein vermerkt ist. Mit der zweiten Frau hatte er drei Kinder: Georg David, Anna Elisabeth und Regina Catherina. Die Tochter Anna Elisabeths, Maria Christina, heiratete Georg Konrad Pancug, Sohn des Bürgermeisters Georg Friedrich Pancug. Regina Catherina war in zweiter Ehe mit dem Sohn des Bürgermeisters Johann Georg Geiling verheiratet. Die Heilbronner Patrizier pflegten enge verwandtschaftliche Beziehungen, und die häufigen Hochzeiten hatten durchaus politischen Sinn, konnten doch auch geschwägerte Personen Aufnahme in den von Patriziern dominierten Rat der Stadt finden.
Feyerabend diente als Vorbild für das Buch „Der Bürgermeister und sein Sohn“ von Philipp Spieß (ein Pseudonym des Stadtpfarrers Staehle). Sein Grabmal befindet sich auf dem Alten Friedhof von Heilbronn.
Die Heilbronner Feyerabendstraße ist allerdings nicht nach ihm, sondern nach einem Nachfahren, dem Papierfabrikanten und Landtagsabgeordneten Adolf Feyerabend (1842–1891), benannt.